# 大水坑站
大水坑站（英語：Tai Shui Hang Station）是一個位於香港新界沙田區馬鞍山大水坑馬鞍山路，屬於港鐵屯馬綫的鐵路車站，於2004年12月21日啟用。車站取名自鄰近的大水坑村。
- 車站外觀（2021年4月）

## 車站構造
大水坑站位於馬鞍山路中央地面，佔地約3,760平方米，並共分為三層：大堂位於地面，而月台設於大堂之上，而大堂之下則為行人隧道。

### 樓層
| P                 | 月台     | \| \| 1 \| 屯馬綫往屯門（石門） \| \| \| \| 島式 · 開左邊车门 \| \| \| \| \| \| \| \| 屯馬綫往烏溪沙（恆安） \| 2 \| \| |   |  |
| C                 | 大堂     | 客務中心、商店、自助服務、洗手間                                                                                        |   |  |
| S                 | 行人隧道 | A、B出口 |   |  |
|                   | 1        | 屯馬綫往屯門（石門） |   |  |
| 島式 · 開左邊车门 |          | |   |  |
|                   |          | 屯馬綫往烏溪沙（恆安）                                                                                                  | 2 |  |

### 大堂
大水坑站大堂位於地面的C層，而大堂內亦設有7間商店及自動服務設施等。

大堂全景圖（2017年8月）

- 大堂，付費區（2021年7月）
- 大堂設有緊急出口通道（2021年4月）

### 月台
車站設有一座島式月台，兩個月台均已裝設月台閘門。另外車站北面亦設有渡线，供特別的列車調動之用。
- 車站月台（2021年7月）

### 出入口
大水坑站設有2個出入口，均位於行人隧道內。由於車站位處馬鞍山路的中央分隔帶，因此乘客必須使用行人隧道進出車站。而該行人隧道則為24小時開放予行人使用橫過馬鞍山路。
嚴格來說，大水坑站只得一個出入口，而所謂的A、B出口只是行人隧道的公眾部分。
|                                        |          | |      |
| 編號                                   | 指示     | 建議前往的目的地 | 圖片 |
| 出口 · A · 无障碍通道标志 · 升降机标志 | 錦泰苑   | 錦泰苑、恆泰路、恆信街、香港小童群益會馬鞍山中心、沙田體育會單車公園、信義會長者地區中心、喜泰街、馬鞍山海濱長廊、嘉華星濤灣、曉峯灣畔、嵐岸、聖公會馬鞍山主風小學、德信中學、崇真會美善幼稚園（馬鞍山）、沃泰街、We Go MALL |      |
| 出口 · B · 无障碍通道标志              | 富安花園 | 富安花園、城市田源、亞公角街、恆信街、恆德街、九龍城浸信會禧年小學、馬鞍山崇真中學、亞公角漁民新村、大水坑村、錦駿苑 |      |
| 註： 設有 \| 設有                      |          | |      |

- 大水坑站出入口（2021年4月）
- 行人隧道出入口（2021年4月）

## 歷史

### 命名及啟用
大水坑站於2004年12月21日隨馬鞍山鐵路通車啟用。由於車站位於富安花園的對面，因此車站於原建議的站名為富安站（英語：Chevalier Garden Station）。

### 月台擴建工程及加設月台閘門

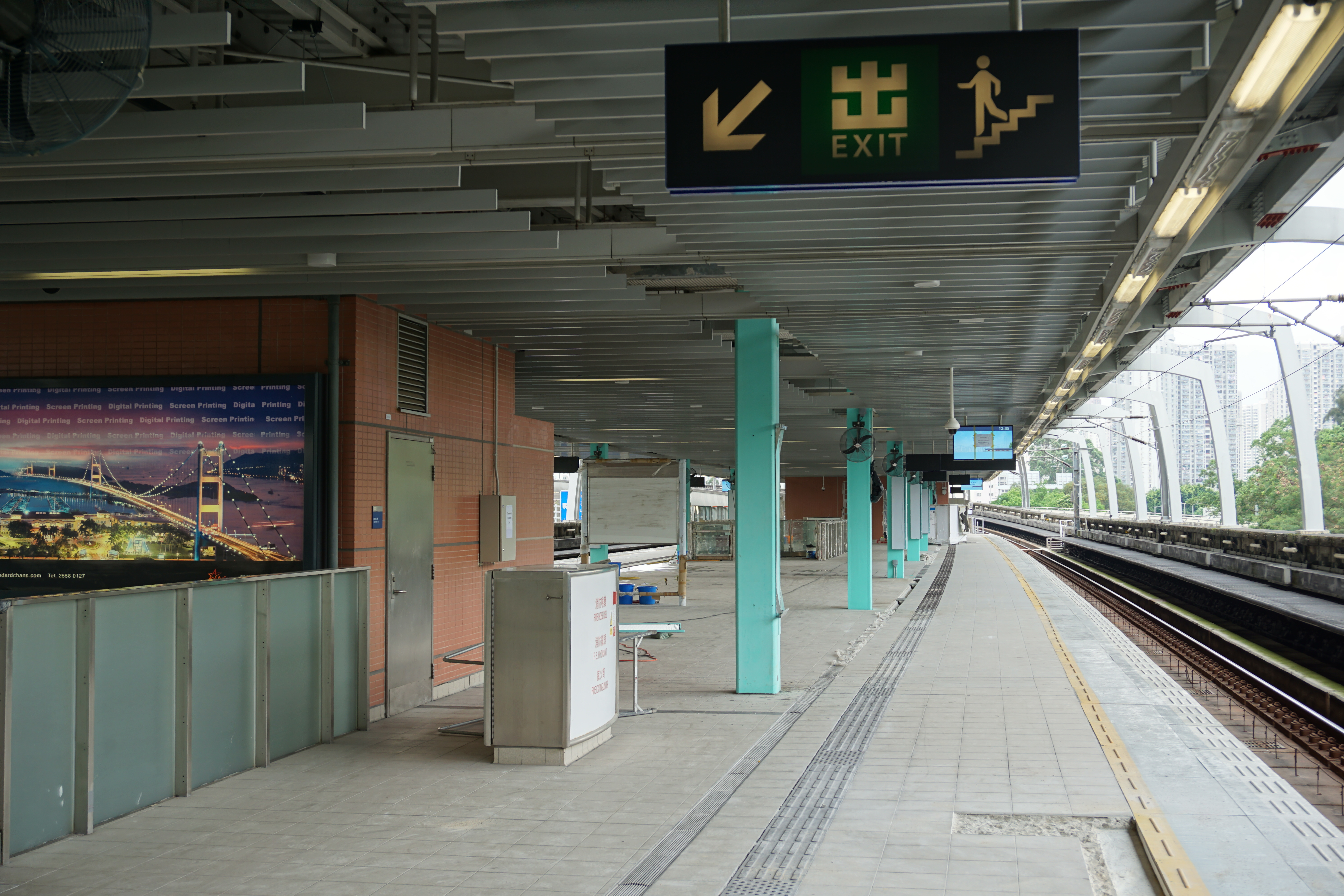
月台擴建部分（2016年5月）

九鐵已在興建大水坑站的同時亦在月台北面設有預留空間，以便列車增至8卡行走，預留空間會於沙中綫興建時擴建，現時擴建工程已經完成；另外車站月台閘門安裝工程亦於2017年完成。

## 外部連結
- 港鐵公司－大水坑站街道圖（页面存档备份，存于）
- 港鐵公司－大水坑站位置圖（页面存档备份，存于）
- 港鐵公司－大水坑站列車服務時間（页面存档备份，存于）
- 香港鐵路大典上的相关条目：大水坑站